# Віногради-над-Вагом
Віногради-над-Ва́гом (словац. Vinohrady nad Váhom) — село в окрузі  Ґаланта Трнавського краю Словаччини. Площа села 10,7 км². Станом на 31 грудня 2015 року в селі проживало 1570 жителів.

## Історія
Перші згадки про село датуються 1958 роком.

## Населення
| Рік:            | 1994. | 2004.   | 2014.   | 2024.   |
| --------------- | ----- | ------- | ------- | ------- |
| Кількість осіб: | 1445  | 1515    | 1538    | 1678    |
| Різниця:        |       | +4,84 % | +1,51 % | +9,10 % |

| Рік:            | 2023. | 2024.   |
| --------------- | ----- | ------- |
| Кількість осіб: | 1669  | 1678    |
| Різниця:        |       | +0,53 % |